# 鄭賢珉
鄭賢珉（韓語：정현민），韓國電視劇編劇。

## 作品列表

### 電視劇
- 2010年：KBS《自由人李會榮》（與郭仁行、李未豪作家共同執筆）
- 2010年：KBS《總統》（與孫永穆、孫智慧作家共同執筆）
- 2011年：KBS《Drama Special－哭泣的男人》
- 2011年：KBS《Drama Special－偶來路的她》
- 2011年：KBS《Drama Special－守護天使金英九》
- 2011年：KBS《Drama Special－西經市體育會重組背後的故事》
- 2012年：KBS《愛情啊愛情啊》（與孫智慧作家共同執筆）
- 2014年：KBS《鄭道傳》
- 2015年：KBS《Assembly》
- 2019年：SBS《綠豆花》
- 2025年：JTBC《神之珠》[1]

## 獎項

### 入圍
- 2015年：第50屆百想藝術大賞－作家賞（鄭道傳）

### 獲獎
- 2009年：KBS第22回劇本公募佳作（運動圈對運動圈）
- 2014年：第41屆韓國放送大賞－作家賞（鄭道傳）
- 2014年：第7屆韓國電視劇節－作家賞（鄭道傳）
- 2014年：大韓民國Contents大賞－國務總理表彰 放送影像產業發展有功（鄭道傳）
- 2014年：KBS演技大賞－作家賞（鄭道傳）
- 2019年：第32屆韓國放送作家賞－電視劇部門賞（綠豆花）

## 腳註
1. ↑  황소영. . JTBC. 2025-02-07  [2025-02-07] （韩语）.

## 外部連結
- DAUM資料庫 （页面存档备份，存于）